# Jerzy Ziętek (lekarz weterynarii)
Jerzy Maciej Ziętek – polski lekarz weterynarii, doktor habilitowany nauk weterynaryjnych.

## Kariera naukowa
W 2003 roku uzyskał tytuł lekarza weterynarii, nadanego przez Uniwersytet Przyrodniczy w Lublinie. W 2011 ukończył studia doktoranckie na kierunku nauki weterynaryjne na Wydziale Medycyny Weterynaryjnej Uniwersytetu Przyrodniczego w Lublinie.
Od 2007 roku zatrudniony jest w Uniwersytecie Przyrodniczym w Lublinie.
W roku 2024 uzyskał stopień doktora habilitowanego nauk weterynaryjnych w dyscyplinie weterynarii na Uniwersytecie Przyrodniczym w Lublinie.